# Јебачина у три чина
Јебачина у три чина је српски порнографски филм из 1998. године. Филм нема повезану радњу, него је заправо мешавина 3 различите сцене (један од локалитета можда и није у Србији), па је зато тако и назван. Филм је снимао познати порнографски филмаџија са ових простора, Слободан Станковић. С обзиром на околности (држава у којој се снимао), у овом тренутку је непознато како се зову глумци, али DVD издање у Србији је први пут објавило новосадско предузеће Hexor 2006. године, у тиражу од 300 комада. Интерна ознака српског издавача је DY07, а каталогизација COBISS.SR-ID 216623111. Нема описа на омоту. Диск садржи додатне сцене и каталог издавача.